# Stěžovský potok
Stěžovský potok je menší vodní tok v Benešovské pahorkatině, pravostranný přítok Líšnického potoka v okrese Příbram ve Středočeském kraji. Délka toku měří 6 km, plocha povodí činí 7,94 km².

## Průběh toku
Potok pramení v lese severně od Radětic pod kopcem Číčová (576 m) v nadmořské výšce 564 metrů a teče převážně jihovýchodním směrem. V obci Stěžov zprava přijímá bezejmenný potok, který napájí rybník Kartouzek, a napájí rybníky Strašil, Velký a Mlýnský. U Dalskabátů zprava přijímá dva kilometry dlouhý Sylinský potok. Ve vesnici Draha, která je součástí obce Smolotely, se Stěžovský potok zprava vlévá do Líšnického potoka v nadmořské výšce 418 metrů.